# Eulithis perspicuata
Eulithis perspicuata là một loài bướm đêm trong họ Geometridae.